# Храм Святой Великомученицы Екатерины (Киев)

Изображение церкви середины XIX века

Храм Святой великомученицы Екатерины — утраченный православный храм в Киеве. Входил в комплекс Екатерининского Греческого монастыря на Контрактовой площади.

## Основание и ранняя история храма
Храм Святой великомученицы Екатерины в Киеве был основан в 1738 греческой общиной Киева на земле, принадлежавшей греческому купцу Астаматиосови Стимати. Изначально, на месте современной церкви была построена деревянная часовня.
В 1739—1741 годах вместо деревянной часовни построили кирпичную церковь. В первое время, церковь имела типично украинские черты, была трёх частей, с тремя куполами. В конце XIX века церковь была перестроена так, что оставили один лишь верхний купол.
Иконостас греческой церкви был сделан в стиле рококо. 8 марта 1746 года указом Священного Синода храм был превращён в монастырь, под управлением архиепископии Синая. За 150 лет хозяйство превратилось в большой комплекс сооружений, выходивших фасадом на Контрактовую площадь и занимавших часть квартала, ограниченного Ильинской, Борисоглебской и Александровской улицами.

## Храм в XX веке

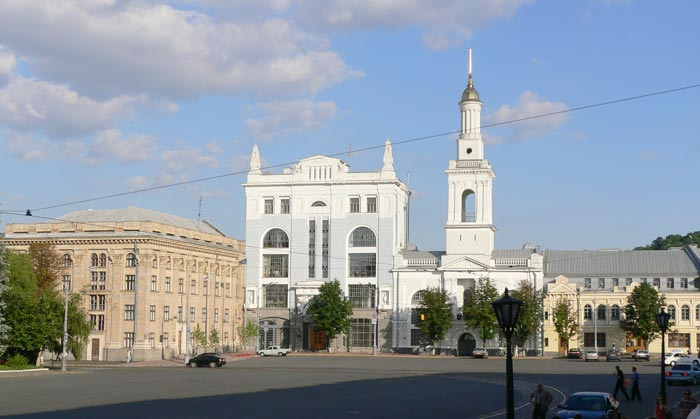
Современное здание

В 1914 году ансамбль монастыря перестроили — были добавлены доходный дом и колокольня. Строительство велось под руководством архитектора Эйснера.
В популярном путеводителе 1917 года Константин Шероцкий дал подробное описание старинной церкви: «Его узнаем по высокой с золотой главкой легкой бело-каменной колокольне и по прижавшейся за стеной небольшой церковке с единственным барочным куполом. Греки, строившие этот храм, не внесли в его устройство ничего своего (…) Монастырю этот малый, уединенный, двор его тесный; стены храма мощные, декорированные барочными украшениями; у дверей истертые надгробные плиты. В храме крестовые своды и старые образа Каплуновской Божьей матери (на право) и Рождества Христова (в красивой раме с клеймами)(…) Иконостас старый, подновленный; в нижнем ярусе виды Синайской горы — образец старого пейзажного искусства. Стены тоже покрыты видами святых мест (новыя). В монастырь раньше вела каменная ограда в стиле империи; высоких зданий, закрывающих ее, до последнего времени не было. Колокольня имела иной вид; на ней было только два этажа; нынешняя колокольня с домами построена в 1915 г. архитектором Эйсснером. Стиль ея обычны для Подола ампир; части ея не пропорциональны; верхний павильон слишком вытянут и легок; но общая линейность и четкость этого стиля удержана».
В 1928 году, когда коммунистический режим систематично разрушал либо закрывал церкви, храмы и соборы, по решению президиума Киевского окружного исполнительного комитета Х созыва здания и сооружения монастыря были переданы в распоряжение коммунального хозяйства.
За состоянием монастыря не следили, вследствие чего часть монастырских зданий были разрушены. В 1929 году церковь была частично разобрана, так как её башня начала разрушаться.

## Храм во времена независимой Украины
До 1995 года колокольня храма принадлежала Киевскому экспериментальному заводу пищевых машин. Несмотря на то, что в это время власть довольно тепло относилась к Украинской православной церкви, храм не был возвращен в руки первоначальных собственников. Постановлением Кабинета министров Украины от 5 июля 1995 здание колокольни храма Великомученицы Екатерины было передано коммунальному хозяйству Киева «для использования под нужды управления Национального банка Украины по г. Киеву и Киевской области».